# Armée russe (du général Wrangel)

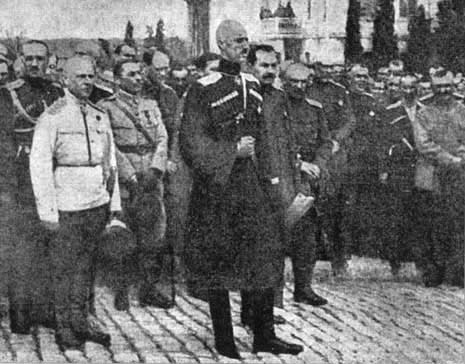
Le commandant de l’armée russe, le général Wrangel, 1920

L’armée russe (russe : Ру́сская а́рмія) commandée par le général Wrangel est une armée blanche opérant d’avril à novembre 1920 dans le sud de la Russie. Elle s’est formée à partir de la réorganisation des Forces Armées du Sud de la Russie rebaptisée le 28 avril 1920 Armée russe.
En novembre 1920, après l’abandon des positions défensives de Perekop l’armée fut évacuée en Turquie. Par la suite, les vétérans de l’armée furent parmi les fondateurs de l’union générale des combattants russes.

## Composition
L’armée russe comptait un état-major et cinq corps d’armée :
- L’état-major (direction militaire, direction du génie, quartier-général de Sébastopol, état-major-général, direction de la marine, contrespionnage, et autres, chef d’état-major : le général Pavel Chatilov) ;
- Le 1er corps d’armée (les divisions de Drozdovski, de Markov, de Kornilov et d’Alekseïev sous le commandement du lieutenant-général Alexandre Koutepov) ;
- Le 2e corps d’armée (13e et 34e divisions d’infanterie, brigade de cavalerie, commandant : lieutenant-général Ia. Slachtchev) ;
- Le corps du Don, formé le 1er mai 1920, il comprend les 2e et 3e divisions du Don et une brigade de la garde. Le 4 septembre 1920 il est intégré au premier corps d’armée. Commandant : lieutenant-général F. Abramov) ;
- Le corps d’armée du lieutenant-général P. Pissarev (3e division de cavalerie, division cosaque du Kouban et les brigades du Terek-Astrakhan et de Tchétchénie). Faisait auparavant partie de l’armée du Kouban. Transformé le 7 juillet 1920 en corps de cavalerie ;
- Le corps de cavalerie, formé le 7 juillet 1920 regroupant les 1re et la 2e divisions de cavalerie, incorporé au premier corps d’armée le 4 septembre 1920. Commandant : général-major I. Barbovitch ;
- Le groupe du lieutenant-général S. Oulagaï, des unités dédiées au débarquement au Kouban (1re et 2e divisions cosaques du Kouban et brigade du Terek-Astrakhan).

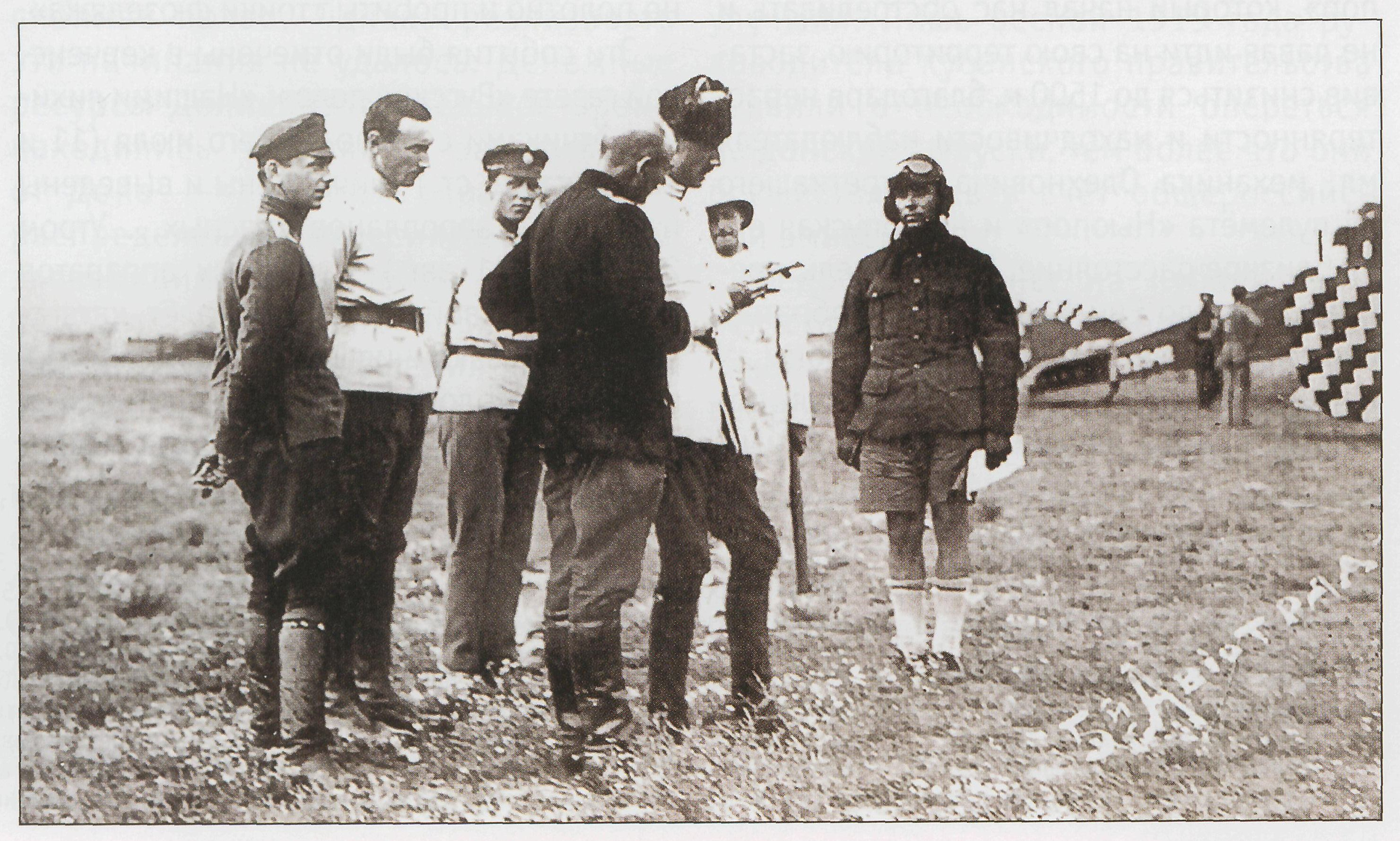
le général Wrangel et des pilotes de la 5e compagnie d’aviation, 1920

Auprès de l’état-major de l’armée russe opéraient les missions militaires du Japon, des États-Unis d'Amérique, de France, de Pologne, de Serbie et de Grande-Bretagne. Des unités de politique et d’information ainsi qu’un département de la culture y fonctionnaient également. L’armée russe comptait de plus des unités aériennes (6 compagnies d’aviation), des unités de blindés (deux divisions) et des trains blindés (4 divisions de trains blindés commandées par le général Ivanov) et de l’artillerie lourde (deux brigades et deux divisions).
Une série d’écoles militaires (de Constantin, d’Alexandre, de Kornilov, du Kouban-Alekseïev et de Serge) préparait les cadres de l’armée. 
Effectifs : en mai, 22 000 à 27 000 hommes (début 1920 on comptait en Crimée 3 500 hommes, environ 35 000 à 40 000 furent évacués du Caucase du nord). Début juin, 25 000 hommes. En septembre 1920 l’armée et ses bases arrière comptait environ 300 000 hommes, dont environ 50 000 au front, 80 000 dans les camps militaires et 30 000 blessés. En septembre les troupes de combat de l’armée comptaient 30 000 à 35 000 hommes (33 000 à la mi-septembre), en octobre — 25 000 à 27 000. Sur les 50 000 officiers de l’armée russe, 6 000 étaient dans les troupes de combat, 13 000 à l’appui du front et 31 000 à l’arrière (y compris les malades et blessés).

## La lutte contre les bolchéviques
Bien que les bases d’approvisionnement de l’armée russe aient été épuisées dès le début de 1920, les troupes conservaient une forte capacité de combat et parèrent les attaques de l’armée rouge jusqu’à l’automne 1920. Au printemps 1920, le principal objectif tactique de l’armée russe était de sortir de Crimée et de se consolider dans le nord de la Tauride, où elle comptait refaire ses réserves et rejoindre les forces de Simon Petlioura, avec qui Wrangel menait des négociations.
En juin 1920 les unités de l’armée russe parvinrent à avancer jusqu’au Donbass, mais leur progression fut arrêtée en août par la défaite de Kakhovka. Les combats continuaient sans interruption sur tout le front de Tauride. La tentative de débarquement au Kouban sous la direction du lieutenant-général Oulagaï tourna court malgré des débuts encourageants. Le débarquement dans la péninsule de Taman du général-major Kharlamov à la fin août 1920 ne fut pas non plus un succès.
La dernière grande offensive de l’armée russe en septembre-octobre 1920 au-delà du Dniepr ne fut pas couronnée de succès. Simultanément avec cette opération le général Vitkovski lança le 2e corps d’armée à l’assaut de Kakhovka, sans résultat mais avec de lourdes pertes. Frounze disposait de forces 4 à 5 fois plus nombreuses, repoussa l’assaut blanc et passa à la contre-attaque. Après une semaine de combats les rouges avaient pris le contrôle du nord de la Tauride. Les forces blanches étaient à nouveau isolées en Crimée. Les troupes rouges du front sud en collaboration avec les forces de Makhno tentèrent alors de prendre Perekop pour ouvrir la route de la Crimée. La principale offensive fut menée par la 51e division de Blücher, la 15e division, les 1er et 2e armées de cavalerie, les divisions lettonnes et l’armée insurrectionnelle ukrainienne sous le commandement général de Frounze. Le commandement blanc comptait sur les fortifications imprenables construites à Perekop et Tchongara, tenues par les troupes les plus aptes au combat : le régiment d'assaut de Kornilov et la division de Drozdovski ainsi que les cosaques du Kouban et la 34e division de fusiliers avec des véhicules blindés.
Malgré cela les troupes de l’armée russe ne purent contenir les assauts des rouges qui forcèrent les lignes de défense de la presqu’ile dans la nuit du 9 novembre 1920. Les combats qui suivirent du 9 au 11 novembre contraignirent l’armée russe à se retirer des positions de Perekop et Ichoune. Les unités restantes furent évacuées de Crimée en Turquie sur des navires russes avec le soutien de l’entente.

## Après l’évacuation

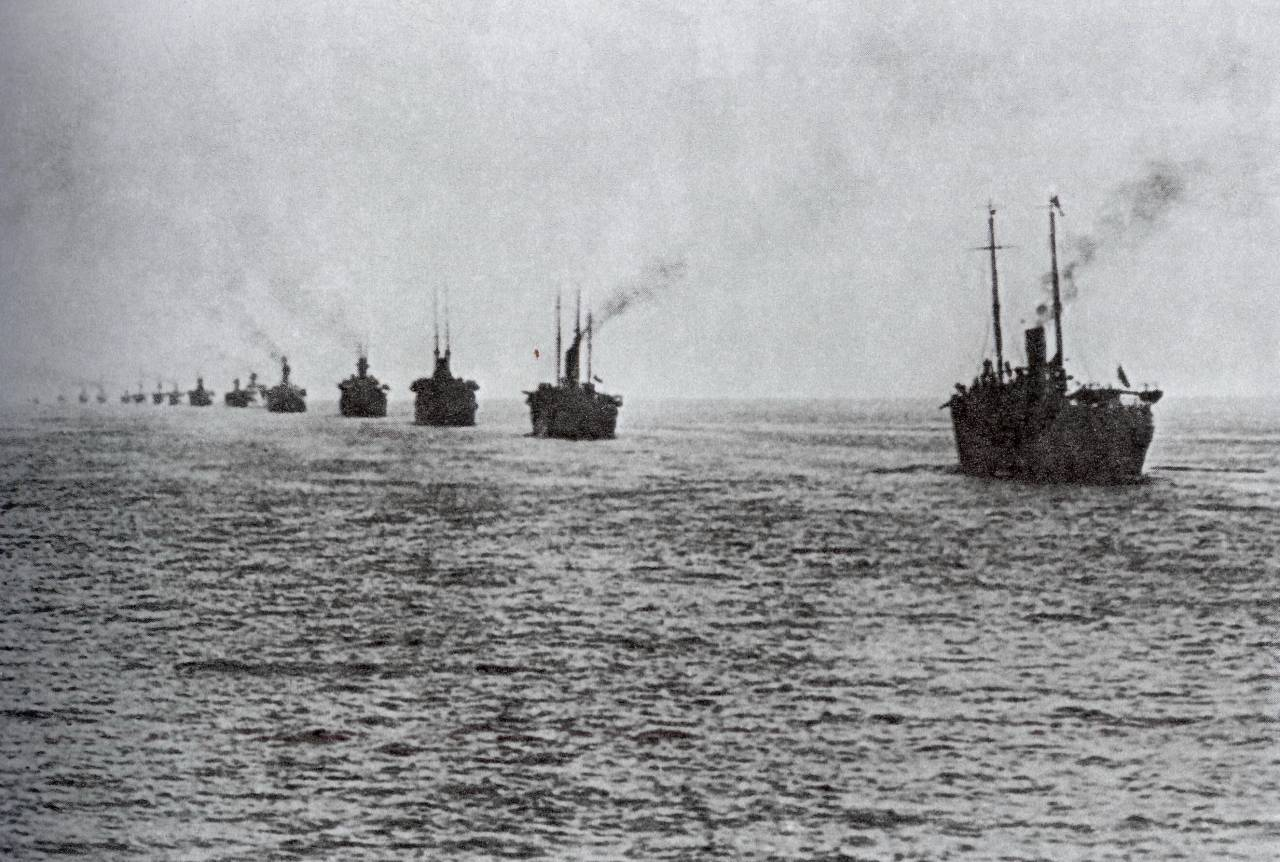
Évacuation de l’armée russe de Crimée, novembre 1920

L’évacuation de la Crimée ne représentait pas pour le commandement de l’armée russe la fin de la lutte contre les bolchéviques et il prit des mesures pour conserver l’armée comme unité de combat. Sur le chemin de la Turquie l’armée fut réorganisée en 1er corps d’armée, corps du Don et du Kouban situés dans les camps militaires de la péninsule de Gallipoli, Çatalca et l’île de Lemnos. Le 12 février 1921 l’armée russe comptait 48 312 hommes. Le 1er septembre 1924 le commandant en chef de l’armée russe, le lieutenant-général baron P. N. Wrangel transforma l’armée en l’union générale des combattants russes.